# Pięć tysięcy kilometrów na sekundę
Pięć tysięcy kilometrów na sekundę (tytuł orginału: Cinq mille kilomètres par seconde) – powieść graficzna autorstwa włoskiego twórcy komiksowego Manuele Fiora, opublikowana w oryginale po francusku w 2010 nakładem wydawnictwa Atrabile. Po polsku wydała ją w 2014 oficyna Kultura Gniewu.

## Fabuła
Pięć tysięcy kilometrów na sekundę to opowieść o miłości Piera i Lucii od czasów ich młodości do wieku średniego. Przez większość życia nie mają poczucia stabilności i żyją codziennością, bez ambicji. Nie umieją się ze sobą porozumieć, nie pomagają im w tym również nowoczesne środki komunikacji, z których korzystają, będąc daleko od siebie. Gdy pojawia się szansa na ponowne zbliżenie, nie potrafią jej wykorzystać. 

## Nagrody
Za Pięć tysięcy kilometrów na sekundę Manuele Fior otrzymał w 2011 Nagrodę za najlepszy komiks na Międzynarodowym Festiwalu Komiksu w Angoulême.